# Pro Teste
Pro Teste is een populair consumentenblad in Portugal en Brazilië, vergelijkbaar met Test-Aankoop in België en de Consumentengids in Nederland. Het publiceert maandelijks vergelijkende testen van goederen en diensten en bereikt een gezamenlijk lezerspubliek van 700.000 huishoudens.
In Portugal werd Deco-Pro Teste gestart net voor de Anjerrevolutie in 1974 door een groep linkse vrijwilligers, waaronder Antonio Guterres. In Brazilië werd Pro Teste gestart in 2001 als een gezamenlijk initiatief van de Portugese consumentenorganisatie en het Belgische Test-Aankoop. De eerste directeur was de Portugees Joao Dias Antunes die eerder ook directeur was van het Portugese Deco-Pro Teste. De Belg Willy van Rijckeghem was medestichter en bleef ondervoorzitter tot 2016.